# Ducetius

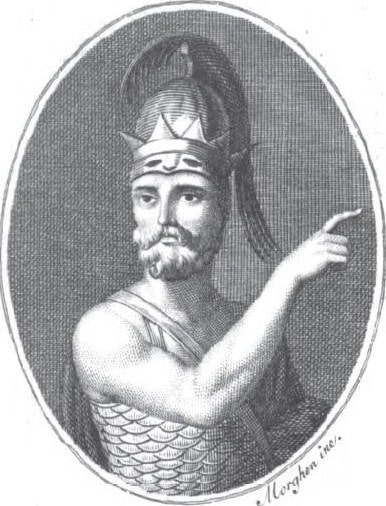
Ducetius, leider van een federatie van Sicelen, op Sicilië

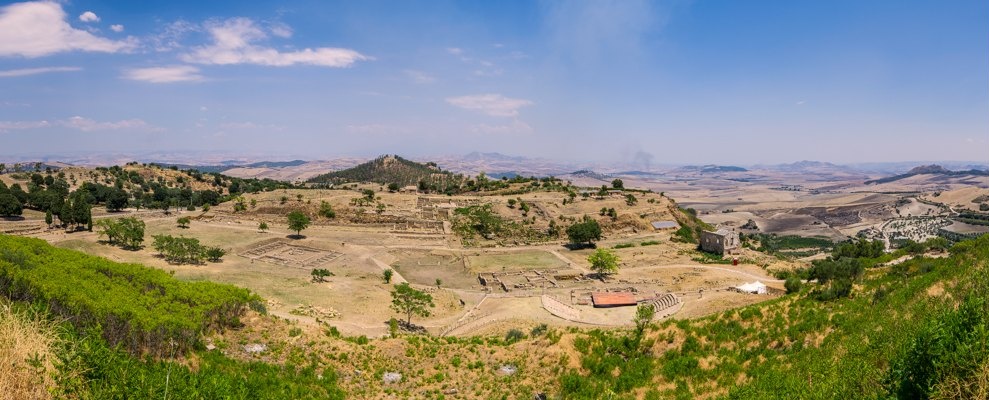
Morgantina, een stad op Sicilië die meer dan eens verwoest werd. Onder meer door Ducetius.

Ducetius in het Latijn of Duketios in Oudgrieks ( – Caronia 440 v.Chr.) was een leider van verschillende stammen der Sicelen op Sicilië, Italië. 
De oudste bron over hem dateert van vier eeuwen later: van Diodorus van Sicilië, een Oudgriekse geschiedschrijver uit de 1e eeuw v.Chr. Hij gebruikte bronnen die niet meer bestaan. Mogelijks is de naam Ducetius een aanduiding van zijn functie; de naam is verwant met het Latijnse woord dux, dat ‘leider’ betekent. Diodorus omschreef Ducetius als een rebel tegen de Griekse kolonisten die zich gevestigd hadden aan de Siciliaanse kusten.
Latere geschiedschrijvers zagen het anders. Zij omschreven Ducetius als iemand die zijn militaire diensten aanbood aan een Griekse partij om een andere Griekse partij te bevechten. Ducetius was dus meer Helleens dan anti-Helleens.

## Levensloop
Door de stichting van Griekse kolonies aan de oostkust en zuidkust en van Fenicische kolonies aan de westkust van Sicilië, leefden de Sicelen in Centraal-Sicilië, en dan nog hoofdzakelijk aan de oostelijke zijde van het eiland. De Sicelen waren een van de oorspronkelijke bewoners op Sicilië. Ducetius smeedde een alliantie van zijn stam met Theron, de tiran van het Griekse Akragas, het latere Agrigento, op de zuidkust. Zij slaagden erin gezamenlijk aan gebiedsuitbreiding te doen. Akragas breidde uit langsheen de kust en de Sicelen deden dat in Centraal-Sicilië.
In het jaar 461/460 v.Chr. brak er een burgeroorlog uit tussen de Griekse steden Syracuse en Catania, dat een dochterkolonie overigens was van Syracuse. Ducetius bood troepen aan aan de zijde van Syracuse. De twee legers verjoegen de Grieken uit Catania en verdeelden de streek onder elkaar. De Grieken uit Catania vluchtten weg naar Aetna, op de vulkaan Etna.
Na deze oorlog (circa 460 v.Chr.) verwoestte Ducetius de stad Morgantina. Morgantina is tegenwoordig een archeologische site nabij de stad Aidone in het Siciliaanse binnenland. Hij liet Morgantina opbouwen met en door Sicelen. Hij stichtte in zijn rijk heiligdommen waar niet-Griekse goden werden vereerd. Siceelse slaven die weggelopen waren van Griekse kolonisten en zijn rijk konden bereiken, erkende Ducetius als vrije mannen. Tevens stichtte hij volgens de traditie de stad Menae of Menaeum, het latere Mineo. 
Vanuit Mineo consolideerde Ducetius vervolgens zijn macht over Centraal-Sicilië; zijn rijk werd een federatie van stammen. De meeste Siceelse stammen vielen onder zijn gezag (453/452 v.Chr.). Ducetius richtte zijn blik op de zuidkust. Rijke Griekse handeldrijvende steden lagen er naast elkaar. Ducetius viel het hinterland binnen van Akragas (of Agrigento). De tyrannen van Akragas en Syracuse legden hun geschillen opzij (451 v.Chr.). Acragas en Syracuse verenigden zich tegen Ducetius. Siceelse troepen vochten zich een weg zuidwaarts. Doch de Grieken konden Ducetius niet duidelijk verslaan volgens de geschiedschrijver Diodorus; Ducetius beperkte zich immers tot guerrilla-aanvallen, waarna hij de bergen invluchtte. Op een dag liep de voortvluchtige Ducetius recht naar het centrum van Syracuse. Hij zat er op de altaren terwijl de Grieken verbouwereerd toekeken. De Grieken durfden hem niet te doden. Zij stuurden hem op hun kosten weg naar Corinthië (450 v.Chr.). 
Moderne geschiedschrijvers menen dan weer dat de troepen van Akragas en Syracuse wel degelijk Ducetius versloegen in 450 v.Chr. Ducetius verloor hierdoor zijn gezag bij de Sicelen. Via relaties in Syracuse, een oude bondgenoot van hem, geraakte hij in Corinthië.
Wat er ook van zij, in 448/447 v.Chr. verliet Ducetius Corinthië. Na zijn thuiskomst bij de Sicelen liet Ducetius de zuidkust voor wat het was. Ducetius verenigde een laatste maal zijn troepen en trok noordwaarts. Hij bereikte de noordkust van Sicilië en stichtte er de nederzetting Cale Acte. Cale Acte werd bevolkt niet alleen door Sicelen maar ook door Corinthiërs, zodat moderne historici een alliantie vermoedden tussen Sicelen en Corinthië in het Griekse moederland. 
In 440 v.Chr. stierf hij tijdens deze veldtocht om de noordkust te veroveren. Hij stierf in de buurt van het tegenwoordige Caronia. Van het Siceelse Rijk op Sicilië bleef nadien niets meer over.